# Katie Zaferes
Katie Zaferes (Hampstead, 9 giugno 1989) è una triatleta statunitense, che ha rappresentato gli Stati Uniti ai Giochi olimpici di Rio de Janeiro 2016 e a quelli di Tokyo 2020. In questa circostanza, Zaferes ha conquistato la medaglia di bronzo nella gara femminile.